# Шапиро, Йозеф
Йозеф Шапиро (нем. Joseph Shapiro; 19 ноября 1893, Киев — 13 января 1962, Нью-Йорк) — немецкий публицист и переводчик российского происхождения.
Окончил школу в Палестине, учился в Париже и Женеве. В 1917 г. опубликовал в Швейцарии брошюру «Всеобщий мир возможен» (фр. La Paix générale est possible), построенную на сравнительном анализе мирных предложений, исходивших от различных сторон, участвовавших в Первой мировой войне.
С 1919 г. жил и работал в Германии. Перевёл на немецкий язык (совместно с Рудольфом Леонхардом) сборник публицистики Максима Горького, озаглавив его «Разрушение личности» (нем. Die Zerstörung der Persönlichkeit; 1922). В 1928 г. составил сборник статей и материалов, посвящённых писателю Альфреду Керру (нем. Für Alfred Kerr; ein Buch der Freundschaft). В 1932 г. выходит главный труд Шапиро — «Беседы с Гауптманом» (нем. Gespräche mit Hauptmann), в связи с которыми он получает прозвание «Эккерман Гауптмана»; отдельные беседы печатались в газетах начиная с 1924 г., публикация была приурочена к 70-летию писателя. В периодике публиковал также беседы с другими литераторами (в частности, с Георгом Брандесом).
На протяжении многих лет был связан дружески и идейно с Виктором Маргеритом, перевёл на немецкий язык несколько его памфлетов и выпустил с его предисловием публицистическую работу «Корни Великой войны» (фр. Les origines de la grande guerre; 1927); перевёл также памфлет пацифиста Жоржа Демарсьяля «Евангелие от Ке д’Орсэ». Написал биографию Франсуа Вийона (нем. Der Arme Villon; 1931). Выступал как театральный критик. В Берлине на рубеже 1920—1930-х гг. был хозяином домашнего салона, в котором бывали многие известные люди, от Альберта Эйнштейна до Томаса Манна.
В 1933 г. эмигрировал из Германии в Испанию, изменив с этого времени своё имя на Хосе Шапиро (исп. José Chapiro). Уже через три года, однако, в связи с началом Гражданской войны перебрался во Францию, а в 1941 г. в США. Там продолжал выступать с публицистикой пацифистской направленности. Опубликовал книгу «День за днём» (англ. Day by day) — расписанный на 365 дней календаря сборник цитат из проповедника У. Э. Чаннинга — и книгу «Эразм и наша борьба за мир» (англ. Erasmus and our struggle For Peace).
Шапиро был дважды женат: в первый раз на Адриенне Юнгер, их сын Мигель Шапиро Юнгер (1923—2012) стал известным физиком-акустиком. Второй женой Шапиро стала Элизабет Зенгер-Сет (1898—1990), пианистка, дочь журналиста Самуэля Зенгера и скрипачки Ирмгард Зенгер-Сет, в первом браке за художником Ойгеном Шпиро (братом художницы Баладины Клоссовской и дядей художника Бальтюса).